# Archilaphria jianfenglingensis
Archilaphria jianfenglingensis là một loài ruồi trong họ Asilidae. Archilaphria jianfenglingensis được Jiang miêu tả năm 1992. Loài này phân bố ở miền Ấn Độ - Mã Lai.